# Swadlincote
Swadlincote è una cittadina di 36 000 abitanti della contea del Derbyshire, in Inghilterra.